# Ahırlı (district)
Ahırlı is een Turks district in de provincie Konya en telt 6.080 inwoners (2007). Het district heeft een oppervlakte van 421,2 km². Hoofdplaats is Ahırlı.
De bevolkingsontwikkeling van het district is weergegeven in onderstaande tabel.
| 1997   | 2000   | 2007  |
| ------ | ------ | ----- |
| 12.009 | 14.254 | 6.080 |